# FedaEDU
Die fedaEDU (ehemals ASET) ist eine deutsche Auslandsschule in Barcelona, Spanien, die sich auf duale Berufsausbildung und Studiengänge im Bereich Wirtschaft spezialisiert hat. 1980 als Berufsschule ASET gegründet, erhielt sie 1992 die Anerkennung durch die Kultusministerkonferenz. 2013 wurde sie in fedaEDU umbenannt und bot fortan ein dreisprachiges Studienprogramm in Deutsch, Spanisch und Englisch an.

## Geschichte
Die fedaEDU wurde 1980 als Berufsschule ASET gegründet und nahm 1981 ihre ersten Lernenden im Ausbildungsgang Industriekaufmann/-frau auf. Kurz darauf folgten weitere Ausbildungsgänge wie Bankkaufmann/-frau und Kaufmann/-frau für Spedition und Logistikdienstleistung. 1992 erhielt die Schule die Zulassung als anerkannte deutsche Berufsschule durch die Kultusministerkonferenz.
Im Jahr 2006 wurde das ausbildungsintegrierte Studium „Bachelor of Arts Wirtschaft“ in Zusammenarbeit mit der Fachhochschule Südwestfalen eingeführt. Weitere Neuerungen in diesem Jahr waren das Berufsvorbereitungsjahr und die Einführung der Fachhochschulreife.
2013 erfolgte die Umbenennung in fedaEDU. Gleichzeitig wurde das Studium auf ein dreisprachiges Format umgestellt, das Programme in Deutsch, Spanisch und Englisch anbietet. 2021 erweiterte fedaEDU ihr Angebot um den Ausbildungsgang „Fachinformatiker Systemintegration“ sowie den Studiengang „Bachelor of Science Wirtschaftsinformatik“.

## Bildungsangebot
- Ausbildungsintegrierter dualer Studiengang Studierende kombinieren ein Wirtschaftsstudium mit einer praktischen Ausbildung zum Industriekaufmann/-frau oder Kaufmann/-frau für Spedition und Logistikdienstleistung in internationalen Unternehmen. Es verbindet 60 % praktische Erfahrung mit 40 % theoretischem Wissen.[1]
- Industriekaufmann/-frau: Die Ausbildung bereitet auf die Organisation und Koordination betriebswirtschaftlicher Prozesse vor. Sie umfasst Aufgaben in den Bereichen Rechnungswesen, Einkauf und Kundenbetreuung. Der Abschluss erfolgt nach den Vorgaben der AHK Spanien und der DIHK.[2]
- Kaufmann/-frau für Spedition und Logistikdienstleistung: Hier lernen die Auszubildenden, Versand und Logistik zu organisieren und mit Kunden zu kommunizieren. Die Ausbildung erfolgt dual und praxisorientiert.[3]
- Kaufmann/-frau für Digitalisierungsmanagement: Lernende erwerben das Wissen, wie sie Unternehmensprozesse durch Digitalisierung optimieren.[4]
- Berufsvorbereitungsjahr: Dieses Programm bereitet auf eine duale Ausbildung vor, indem es Praxisphasen und Sprachunterricht in Deutsch, Englisch und Spanisch kombiniert.[5]
- Fachhochschulreife: Während der dualen Ausbildung können Lernende gleichzeitig die Fachhochschulreife erwerben und sich so für ein Studium an deutschen Fachhochschulen qualifizieren.[6]
- Bachelor of Arts Wirtschaft: Der dreisprachige Bachelor-Studiengang bietet eine  Ausbildung in Wirtschaft und Management und ist ein offizieller deutscher Abschluss der Fachhochschule Südwestfalen.[7][8]

## Partnerschaften
Die fedaEDU arbeitet eng mit internationalen Partnern zusammen, um die duale Ausbildung in Barcelona (Spanien) zu ermöglichen. Diese Partnerunternehmen bilden einen Bestandteil des Netzwerks von mehr als 50 Unternehmen in Spanien, die nach den Standards der AHK (Deutsche Handelskammer für Spanien) ausbilden und dabei die duale Ausbildung fördern.
Zu den Partnern gehören Unternehmen wie Siemens, Schunk, Lufthansa Cargo, Lidl, Kuehne+Nagel, Haribo und Henkel. Die Abschlussprüfungen der dualen Berufsausbildung werden von der AHK abgenommen und zertifiziert.
Die fedaEDU Barcelona ist Teil des Erasmus+ Netzwerks, einem Programm der Europäischen Union, das den internationalen Austausch in Bildung, Jugend und Sport fördert. Als aufnehmende und entsendende Schule ermöglicht die fedaEDU sowohl Lernenden als auch Lehrkräften aus ganz Europa Mobilitätserfahrungen. Dabei werden Praktika im Verwaltungsbereich angeboten und die Lernenden können wertvolle internationale Erfahrungen, insbesondere durch Mobilitätsprogramme im deutschsprachigen Raum, sammeln.